# Adansonia suarezensis
Adansonia suarezensis är en malvaväxtart som beskrevs av Joseph Marie Henry Alfred Perrier de la Bâthie. Adansonia suarezensis ingår i släktet Adansonia och familjen malvaväxter. Inga underarter finns listade i Catalogue of Life. Arten växer bara inom några få områden vid Madagaskars nordspets. Artnamnet kommer från Diego Suarez som var namnet på Antsiranana fram till 1975.

## Bildgalleri

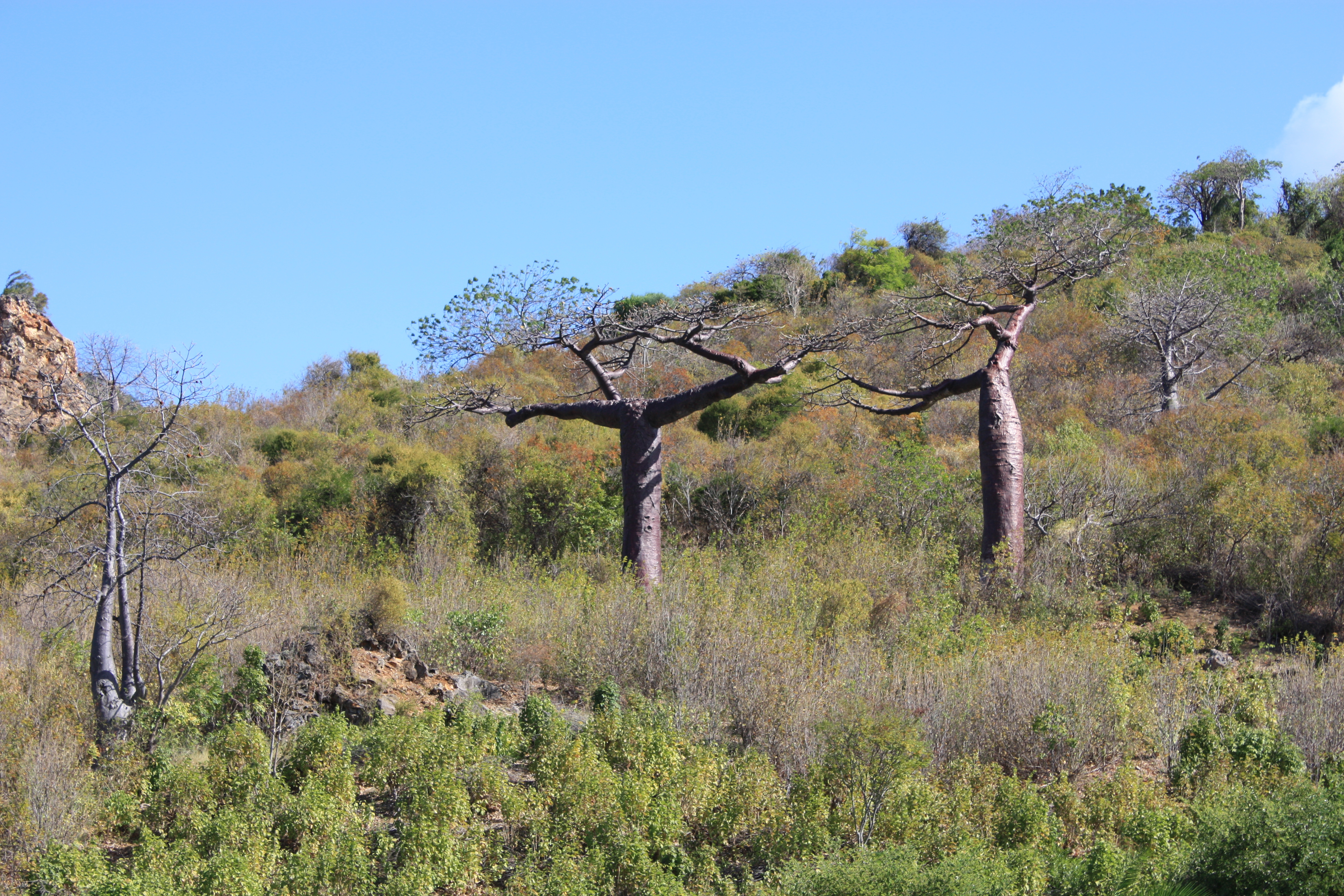